# Партизанская улица (Чернигов)
Партизанская улица (укр. Партизанська вулиця) — улица в Деснянском районе города Чернигова, исторически сложившаяся местность (район) Яловщина. Пролегает от улицы Алексеева до тупика у дома № 145 проспекта Мира. 
Примыкают переулок Партизанский, улицы Юрия Мезенцева, Мстиславская.

## История
Партизанская улица проложена в конце 1950-х годов. Название — в честь партизан — участников Великой Отечественной войны.

## Застройка
Улица пролегает в западном направлении, изначально до улицы Ленина, между современными улицами Героев Чернобыля и Лётная. Парная и непарная стороны улицы заняты усадебной застройкой. 
Учреждения: нет